# الحدث
الحدث (بالإنجليزية: The Happening)‏ هو فيلم رعب أمريكي إنتاج عام 2008 ومن إخراج إم. نايت شيامالان وبطولة مارك والبيرغوزوي ديسكانلوجون ليجويزامو. في الفيلم يحاول أستاذ ثانوية الهروب مع زوجته وطفلة من كارثة أصابت العالم. حقق الفيلم نجاحاً في شباك التذاكر لكنه تلقى مراجعات سلبية من النقاد.

## وصلات خارجية
- الحدث على موقع IMDb (الإنجليزية)
- الحدث على موقع ميتاكريتيك (الإنجليزية)
- الحدث على موقع روتن توميتوز (الإنجليزية)
- الحدث على موقع نتفليكس (الإنجليزية)
- الحدث على موقع قاعدة بيانات الأفلام العربية
- الحدث على موقع ألو سيني (الفرنسية)
- الحدث على موقع Turner Classic Movies (الإنجليزية)
- الحدث على موقع أول موفي (الإنجليزية)
- الحدث على موقع بوكس أوفيس موجو (الإنجليزية)
- الحدث على موقع فيلمافينيتي (الإسبانية)